# Campionati mondiali di maratona canoa/kayak 2015
I Campionati mondiali di maratona canoa/kayak 2015 sono stati la 23ª edizione della manifestazione. Si sono svolti a Győr, in Ungheria tra l'11 e il 13 settembre 2015.

## Medagliere
| Pos.   | Paese      | Oro | Argento | Bronzo | Totale |
| ------ | ---------- | --- | ------- | ------ | ------ |
| 1      | Ungheria   | 5   | 3       | 0      | 8      |
| 2      | Sudafrica  | 1   | 1       | 0      | 2      |
| 2      | Rep. Ceca  | 1   | 1       | 0      | 2      |
| 4      | Spagna     | 0   | 2       | 3      | 5      |
| 5      | Portogallo | 0   | 0       | 1      | 1      |
| 5      | Serbia     | 0   | 0       | 1      | 1      |
| 5      | Francia    | 0   | 0       | 1      | 1      |
| 5      | Italia     | 0   | 0       | 1      | 1      |
| Totale | Totale     | 7   | 7       | 7      | 21     |

## Podi

### Uomini
| Evento | Oro                                | Perform. | Argento                              | Perform. | Bronzo                                                   | Perform. |
| Canoa  |                                    |          |                                      |          |                                                          |          |
| C-1    | Márton Kövér                       | 2h03'36" | Manuel Antonio Campos                | 2h03'49" | Nuno Barros                                              | 2h06'20" |
| C-2    | Ungheria Márton Kövér Adam Docze   | 1h53'48" | Spagna Óscar Graña Ramón Ferro       | 1h58'08" | Spagna Manuel Antonio Campos José Manuel Sánchez Sánchez | 1h58'10" |
| K-1    | Hank McGregor                      | 2h02'06" | Adrián Boros                         | 2h02'07" | Iván Alonso Lage                                         | 2h02'08" |
| K-2    | Ungheria Adrián Boros László Solti | 1h54'07" | Sudafrica Hank McGregor Jasper Mocke | 1h54'08" | Spagna Walter Bouzán Álvaro Fernández Fiuza              | 1h54'36" |

### Donne
| Evento | Oro                                 | Perform. | Argento                                 | Perform. | Bronzo                             | Perform. |
| Canoa  |                                     |          |                                         |          |                                    |          |
| C-1    | Zsanett Lakatos                     | 1h40'37" | Kincső Takács                           | 1h45'27" | Marine Sansinena                   | 1h47'01" |
| K-1    | Anna Koziskova                      | 1h56'28" | Renáta Csay                             | 1h58'27" | Kristina Bedeč                     | 1h59'21" |
| K-2    | Ungheria Renáta Csay Alexandra Bara | 1h50'43" | Rep. Ceca Anna Koziskova Lenka Hrochová | 1h51'41" | Italia Stefania Cicali Ana Alberti | 1h52'09" |